# Eois tessellata
Eois tessellata är en fjärilsart som beskrevs av W. Warren 1897. Eois tessellata ingår i släktet Eois och familjen mätare. Inga underarter finns listade i Catalogue of Life.